# 村松愛蔵
村松 愛蔵（むらまつ あいぞう、安政4年3月2日（1857年3月27日） - 昭和14年（1939年）4月11日）は、日本の政治家、キリスト教伝道者、社会事業家。

## 来歴

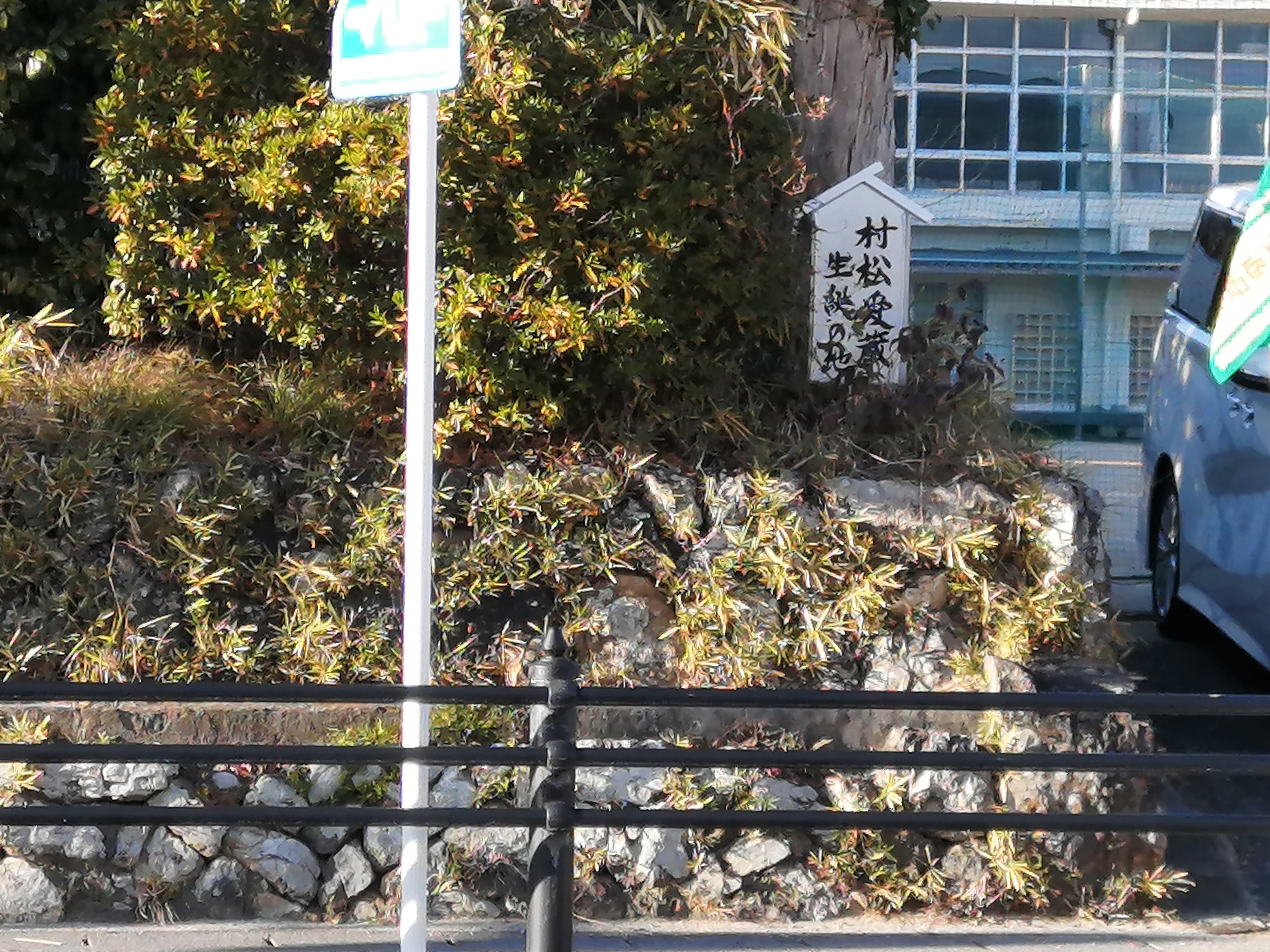
村松愛蔵の生家跡（愛知県田原市）

藩校成章館（現愛知県立成章高等学校）で伊藤鳳山から儒学を学ぶ。16歳で上京。東京外国語学校ロシア語学科に入学。レフ・メーチニコフの門下生となる。板垣退助の思想に影響を受け、帰郷後、鈴木孝之助、広中鹿次郎たちと「恒心社」を結成。
自由民権運動に加わり、私擬憲法「日本国憲法草案」を起草、愛岐日報に発表した。飯田事件により投獄されたが、1889年大赦により出獄した。
下宿先の娘きみと結婚後、1894年（明治27年）自由党から衆議院選挙に立候補するが落選。1898年に初当選し衆議院議員を4期務めた。日本製糖汚職事件により1909年に政界を引退、しかし村松は献金の出所を知らなかったという。これにより勲四等を褫奪された。服役中にキリスト教徒である妻のきみより差し入れられた聖書を読みキリスト教に回心する。翌1910年に救世軍に入ってキリスト教の伝道や社会事業に携わった。田原市立田原中部小学校校庭付近に、生誕の屋敷跡を示す立札がある。墓所は城宝寺にあり、渡邉崋山の墓と隣接している。ほか多磨霊園の救世軍士官墓地にも墓碑銘がある。